# Naestro
Naestro, nom de scène de Nabil Rachdi, né le 1er février 1989 à Port-de-Bouc, est un chanteur lyrique d'« Urban Opéra », après avoir été champion d'arts martiaux mixtes et détenu.
Il se fait connaître en 2015 comme finaliste de l'émission La France a un incroyable talent. Il est le créateur du style « Urban Opéra », un mélange de pop urbaine et d'opéra, qui lui vaut le surnom de « Pavarotti de la Street » ou « ténor de la Street ».

## Biographie
Nabil Rachdi naît le 1er février 1989 à Port-de-Bouc (Bouches-du-Rhône). dans une famille où il apprend les valeurs de la famille et de la République. Il a deux frères, respectivement policier et gendarme.
Passionné de boxe, dès l'âge de 4 ans, il enchaîne les sports de combat : de la boxe aux arts martiaux mixtes (MMA) en passant par la lutte et le karaté. Il collectionne les victoires et les palmarès. À 16 ans, il est vice-champion du monde de karaté et à seulement 18 ans, il intègre l’équipe de France d'arts martiaux mixtes et devient ainsi le plus jeune titulaire de la discipline,. Il monte ensuite un restaurant,. Incarcéré pour trafic de stupéfiants, Nabil Rachdi passe 7 ans en prison au centre pénitentiaire du Pontet dans le Vaucluse. C'est là qu'il découvre sa voix de ténor en chantant 'O sole mio à son codétenu italien. Le directeur du centre pénitentiaire de la prison, un passionné d'opéra, entend Naestro chanter et lui offre deux disques de Pavarotti.
Après avoir découvert sa voix de ténor, Nabil Rachdi choisit de se faire connaître sous le nom de Naestro : contraction de « Nabil », son prénom, et de « maestro », celui qui est habile dans ce qu'il fait.
En 2015, il participe à l'émission télévisée La France a un incroyable talent où il étonne « tout le monde en se mettant à chanter de l'opéra alors que tout le monde pensait qu'il proposerait une démonstration de freefight, une sorte de boxe dont il est professionnel ». Alors qu'il ne chante que depuis un an, il termine à la deuxième place de la finale 2015.
En 2018, il reprend Bella ciao, en tempo accéléré, avec notamment Gims et Slimane, et connaît alors un important succès car écouté des millions de fois sur YouTube.
En 2019, il participe aux sélections du Concours Eurovision de la chanson et arrive en finale, avec la chanson Le Brasier, son « hymne à la vie », finale remportée par Bilal Hassani,. Le 21 mai 2022, il participe au concert hommage à Charles Aznavour en interprétant la chanson À ma fille.
En 2024, il effectue une tournée en France avec son show De la prison à l'opéra, créé avec Gérard Darmon. Mêlant humour et chant, « le ténor de la street » développe son parcours de vie. Il met en avant la résilience, transmet un message d'espoir à ceux qui ont un parcours difficile : « je veux leur dire qu'il ne faut rien lâcher dans la vie ». Son style musical unique, l'Urban Opéra est un mélange de pop urbaine et d'opéra qui lui vaut le surnom de « Pavarotti de la Street ». Son air d'opéra préféré est E lucevan le stelle extrait de l'acte III de l'opéra Tosca de Giacomo Puccini, air que Luciano Pavarotti avait l'habitude de chanter. Il explique que son manager lui propose de « rapper » les notes basses, et c'est ainsi qu'il dit avoir créé en 2022 l'« urban opera » en 2022. Marqué par la visite du rappeur Sefyu quand il était écolier, il reprend le flambeau 25 ans plus tard en allant à la rencontre des jeunes « pour la bonne cause ».
Il chante devant le président de la République et toute la France lors de l'arrivée de la flamme olympique à Marseille, sous les yeux des 150 000 spectateurs à l'arrivée du Belem.

## Discographie
- 2018 - Seul
- 2020 - Dans les cordes (12 titres)

## Pour approfondir